# Les Deux Souris blanches
Pour plus de détails, voir Fiche technique et Distribution.
Les Deux Souris blanches est un court métrage d'animation tunisien réalisé par Zouhaier Mahjoub en 1974.

## Synopsis
Une sorcière nommée Kira transforme un couple princier, Jamil et Jamila, en deux souris blanches, et leur confie qu’ils ne retrouveront jamais leur apparence humaine tant qu’un autre humain n’aura pas découvert le personnage le plus puissant du monde, qui sera capable de la faire périr dans le feu.

## Fiche technique
- Réalisation : Zouhaier Mahjoub
- Production : Hassen Daldoul
- Montage : Joulak Faouzia
- Musique : Hichem Jerbi